# La Doi Pași (Star Trek: Voyager)
„La Doi Pași” (titlu original: „Eye of the Needle”) este al 7-lea episod din primul sezon al serialului TV american SF Star Trek: Voyager. A avut premiera la 20 februarie 1995 pe canalul UPN.

## Prezentare
Este descoperită o micro-gaură de vierme care duce către Cuadrantul Alfa, iar echipajul se întâlnește în partea cealaltă a găurii de vierme cu o navă Romulană.

## Rezumat
Voyager detectează o gaură de vierme și își schimbă cursul pentru a investiga, în speranța că aceasta poate fi folosită pentru a scurta călătoria spre Pământ. Spre dezamăgirea echipajului, este o veche micro-gaură de vierme în descompunere a cărei deschidere are doar aproximativ 30 de centimetri în diametru. Cu toate acestea, căpitanul Janeway bănuiește că ar putea fi folosită pentru a transmite un mesaj către Cuadrantul Alfa și lansează o micro-sondă în gaura de vierme pentru a determina unde anume iese.
Sonda se blochează în vârtejele gravitaționale puternice din gaura de vierme și nu poate trece mai departe. Între timp, o navă aflată la celălalt capăt al găurii de vierme investighează și efectuează scanări ale sondei. Echipajul Voyager detectează scanările și ia contact cu nava, folosind sonda ca releu de comunicații. Nava se identifică ca o navă romulană din Cuadrantul Alfa. Janeway cere căpitanului romulan, R'Mor, să transmită mesaje de la echipaj către familii și Flota Stelară. La început, el refuză, dar cedează după ce Janeway îl întreabă despre propria sa familie, care este departe pe planeta Romulus.
În scurt timp, inginerul șef Torres sugerează căpitanului Janeway că sonda ar putea fi utilizată ca releu nu doar pentru comunicații, ci și pentru teleportarea echipajului direct înapoi la Cuadrantul Alfa. Testele sunt efectuate toate cu succes. Căpitanul romulan se oferă voluntar pentru teleportare pe Voyager pentru a confirma siguranța teleportării unei forme de viață și va aranja ca o navă de transport să vină în zonă în Cuadrantul Alfa pentru a primi echipajul teleportat de pe Voyager. Apoi este transportat cu succes pe Voyager.
Dar se descoperă apoi că R'Mor este cu 20 de ani din trecut - micro-gaura de vierme trece atât prin spațiu, cât și prin timp. Echipajul nu poate să se întoarcă înapoi în Cadrantul Alfa, de teama de a nu schimba istoria și, în mod similar, romulanul nu poate încerca să prevină soarta navei Voyager înainte ca aceasta să plece în călătoria sa fără a modifica catastrofal evenimentele. În schimb, ei decid că R'Mor să livreze mesajele primite peste 20 de ani, numai după ce Voyager a părăsit Cuadrantul Alfa, păstrând astfel cronologia nealterată.
După ce R'Mor este trimis înapoi către nava sa, șeful securității Tuvok dezvăluie că, cercetând băncile de date ale computerului, a descoperit că R'Mor a murit cu patru ani înainte ca Voyager să părăsească Cuadrantul Alfa. Echipajul speră că R'Mor a aranjat ca altcineva să le livreze mesajele după moartea sa, dar nu au niciun mijloc să afle acest lucru cu siguranță.